# جان روزين
جان روزين (بالبولندية: Jan Rosen)‏ هو رسام بولندي، ولد في 16 أكتوبر 1854 في وارسو في بولندا، وتوفي بنفس المكان في 8 نوفمبر 1936.